# 12 Play
12 Play is het debuut solo-album van de Amerikaanse R&B-artiest R. Kelly, uitgebracht op 9 november 1993 door Jive Records. Het album kwam uit na zijn periode bij de groep Public Announcement. Het stond negen weken lang bovenaan de R&B-albumlijst, terwijl het de tweede positie bereikte in de Billboard 200-hitlijst.
Het album bevat vier singles, waaronder de seksuele en expliciete nummers "Bump n' Grind", "Your Body's Callin'" en "Sex Me". Het album dient als de eerste van een trilogie van albums die Kelly heeft uitgebracht onder de naam "12 Play", waaronder TP-2.com (2000) en TP-3: Reloaded (2005).

## Tracklist
| Nr. | Titel                      | Producer(s) | Duur  |
| --- | -------------------------- | ----------- | ----- |
| 1.  | Your Body's Callin'        | R. Kelly    | 4:39  |
| 2.  | Bump n' Grind              | R. Kelly    | 4:17  |
| 3.  | Homie Lover Friend         | R. Kelly    | 4:23  |
| 4.  | It Seems Like You're Ready | R. Kelly    | 5:40  |
| 5.  | Freak Dat Body             | R. Kelly    | 3:45  |
| 6.  | I Like the Crotch on You   | R. Kelly    | 6:38  |
| 7.  | Summer Bunnies             | R. Kelly    | 4:15  |
| 8.  | For You                    | R. Kelly    | 5:02  |
| 9.  | Back to the Hood of Things | R. Kelly    | 3:53  |
| 10. | Sadie                      | R. Kelly    | 4:31  |
| 11. | Sex Me Pt I & II           | R. Kelly    | 11:28 |
| 12. | 12 Play                    | R. Kelly    | 5:56  |